# Missy Stone
Missy Stone, également connue sous le pseudonyme de Misty, née Michelle Lynn Hall le 26 novembre 1987 à Austin, au Texas, est une actrice pornographique américaine.

## Carrière
Elle est née à Austin, au Texas, et a grandi dans le Maryland. Elle a passé son bac au lycée de Leonardtown (Maryland) en 2006. Sa famille a des origines allemande, cherokee et mohawke.
Missy est entrée dans l'industrie de la pornographie en 2007, à l'âge de vingt ans, son petit ami Danny South et elle-même connaissant des difficultés financières. Après réflexion, elle a envoyé un curriculum vitæ sur sexyjobs.com et, une semaine plus tard, a été engagée à Los Angeles.
Missy Stone a joué dans plus de cent films. Son petit ami est aussi entré dans le monde du porno, sous le nom de Dan Stone, et il attend toujours de tourner sa première scène[Quoi ?]. Elle a reçu deux nominations en 2009 pour les AVN : Best Anal Sex Scene et Best New Starlet, ainsi qu'une mise en candidature[Quoi ?] en 2010 comme XRCO Unsung Siren. Elle a beaucoup travaillé pour Hustler Barely Legal Video, profitant de son apparente jeunesse. Elle vit maintenant à Los Angeles (Californie). En mars 2008, elle était représentée par Lisa Ann Talent Management.
Le 19 septembre 2009, à l'occasion du 21e anniversaire de son amie Faye Reagan, Missy stone était invitée à une fête dans le manoir Encino à San Fernando Valley, avec d'autres stars de l'industrie pornographique comme Celeste Star, Victoria Lawson, Alyssa Reece, Ruby Knox, Melissa Jacobs, Lyla Storm et Nicole Ray.

## Filmographie
- 2010 :
  - Road Queen 14,
  - Teens Like It Big 6,
  - Interoffice Intercourse,
  - Psycho Love,
  - Professional Girls,
  -  Glamorous ;
- 2009 :
  - This Ain't Saved by the Bell XX,
  - Scrubs: A XX Parody,
  - This Ain't Happy Days XX,
  - Young and Anal 37,
  - Hustler's Untrue Hollywood Stories: Paris,
  - Naughty Book Worms 15,
  - The Letter A Is for Asshole,
  - This Ain't Hell's Kitchen XX,
  - Sexquake,
  - Slut Tracker,
  - Face Invaders 4,
  - Fuck Face,
  - Anal Academics,
  - Masturbation Nation 3,
  - Cougars Love Kittens,
  - Suck It Dry 7 (2009)
  - Pump My Ass Full of Cum 2,
  - ’70s Show: A XX Parody,
  - Out Numbered 5,
  - Let Me Jerk You,
  - Girlvana 5,
  - Jail Bait 6,
  - Ass Eaters Unanimous 18,
  - Untapped Assets,
  - Sorry Daddy, Whitezilla Broke My Little Pussy!!! 2,
  - Tunnel Butts 3,
  - Heavy Petting,
  - Bree Exposed,
  - Kittens vs. Cougars,
  - Bree's Anal Invasion,
  - Barefoot Confidential 62,
  - Anal Ballerinas ;
- 2008 :
  - It's a Mommy Thing! 4,
  - Sex Chronicles .... Coed #1 (1er épisode),
  - Prisoners of Sodomy,
  - Splash Zone,
  - A-Cup Girls,
  - Who's That Girl 6,
  - Sweet & Petite 4,
  - I'm a Big Girl Now 8,
  - Who's Your Daddy? 12,
  - Squirt-A-Holics 5,
  - Don't Let Daddy Know 5,
  - Missy Behavin',
  - Fuck for Dollars 8,
  - Weapons of Ass Destruction 6,
  - Naughty College School Girls 47,
  - Daddy's Little Princess 3,
  - Whale Tail 4,
  - I Film Myself 7,
  - POV Cock Suckers 6,
  - Anal Cavity Search 5,
  - Spring Chickens 20,
  - Paste My Face 12,
  - It's a Daddy Thing! 5,
  - House of Ass 9,
  - Teenage Anal Princess 8,
  - Butthole Whores 3,
  - I Have a Wife (V)[Quoi ?],
  - Anal Prostitutes on Video 6,
  - Schoolgirl P.O.V. 3,
  - Diggin' in the Gapes 2 ;
- 2007 :
  - Bait 6,
  - Initiations 21,
  - Bring'um Young 26,
  - Cum Stained Casting Couch 11,
  - Anal Invaders 5.

## Distinctions
Deux nominations en 2009 aux AVN Awards :
- comme Best New Starlet,
- et pour la Best Anal Sex Scene dans Missy Behavin.